# Divisione della luna

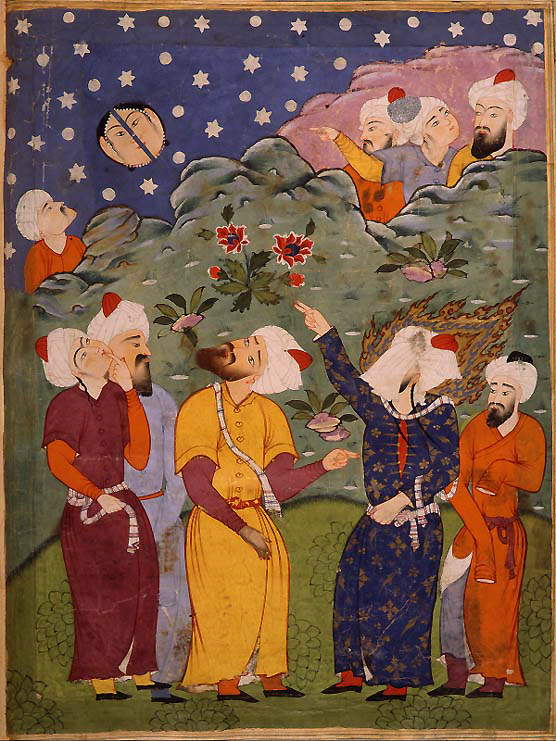
Muhammad indica la divisione della luna. Anonimo acquerello del XVI secolo, proveniente da una Falnama, libro persiano di profezie. Muhammad è la figura velata sulla destra.

La divisione della luna (arabo: انشقاق القمر) era un miracolo attribuito al profeta islamico Maometto, derivato dai versetti coranici 54:1-2, e menzionato dalle tradizioni musulmane come il Asbab al-nuzul (contesto della rivelazione). Diversi commentatori musulmani interpretano l'evento come una divisione letterale della luna, mentre altri lo identificano come un evento che possa accadere nel giorno del giudizio o un'illusione ottica.